# Nytjärnen (Stensele socken, Lappland)
Nytjärnen är en sjö i Storumans kommun i Lappland och ingår i Umeälvens huvudavrinningsområde.